# Мардалсфоссен
Мардалсфоссен — каскадний водоспад, є одним з 10 найвищих у Європі водоспадів. Має загальну висоту 705 метрів, складається з двох великих каскадів і кількох менших. Його великий каскад 358 метрів заввишки з середньою шириною 24 метри.
Знаходиться на території муніципалітету Молде в фюльке Мере-ог-Ромсдал.
| Норвегія | Це незавершена стаття з географії Норвегії. Ви можете допомогти проєкту, виправивши або дописавши її. |